# Тобольская губерния

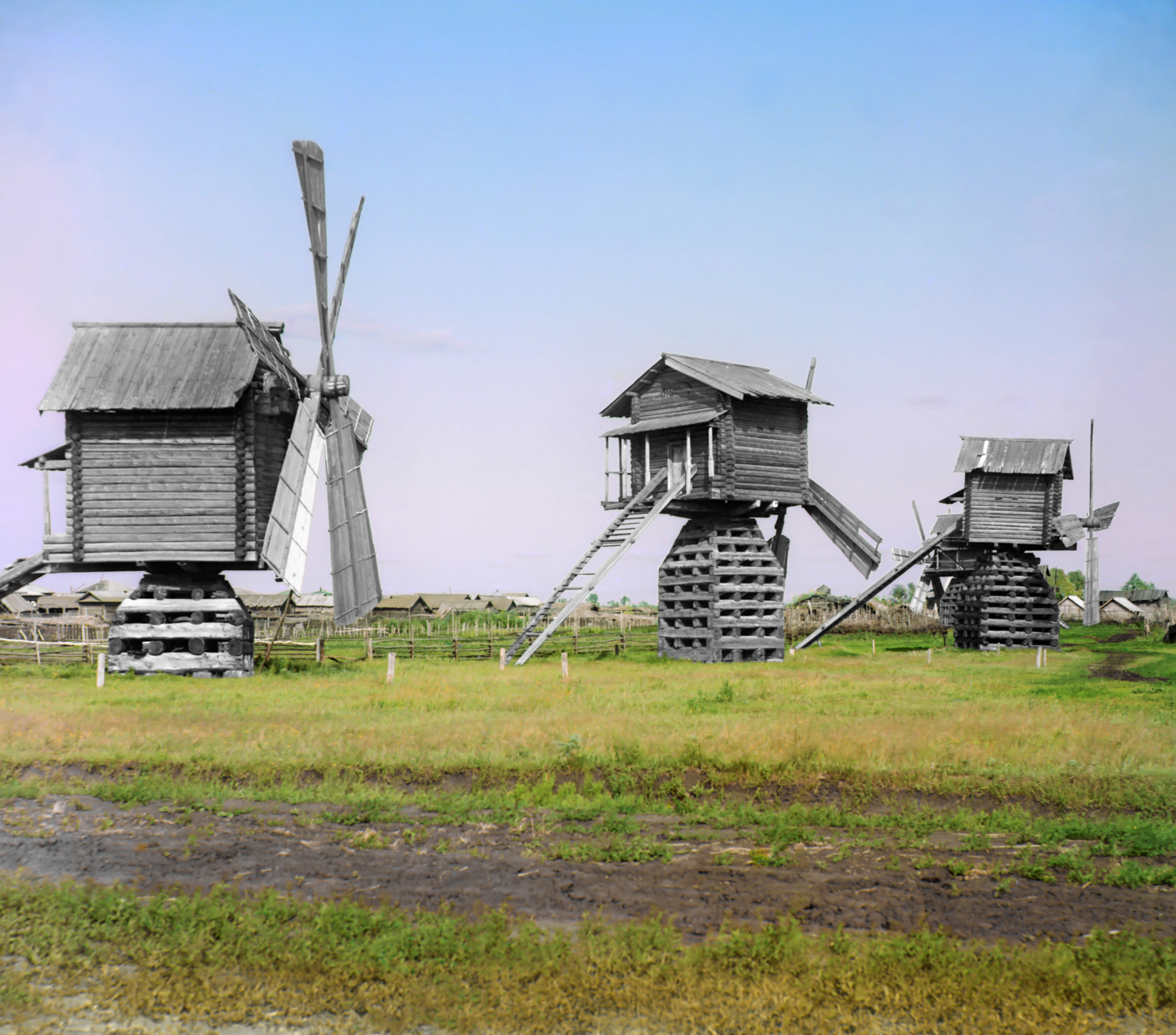
Мельницы в Ялуторовском уезде Тобольской губернии.
Фотографии Тобольской губернии Сергея Прокудина-Горского

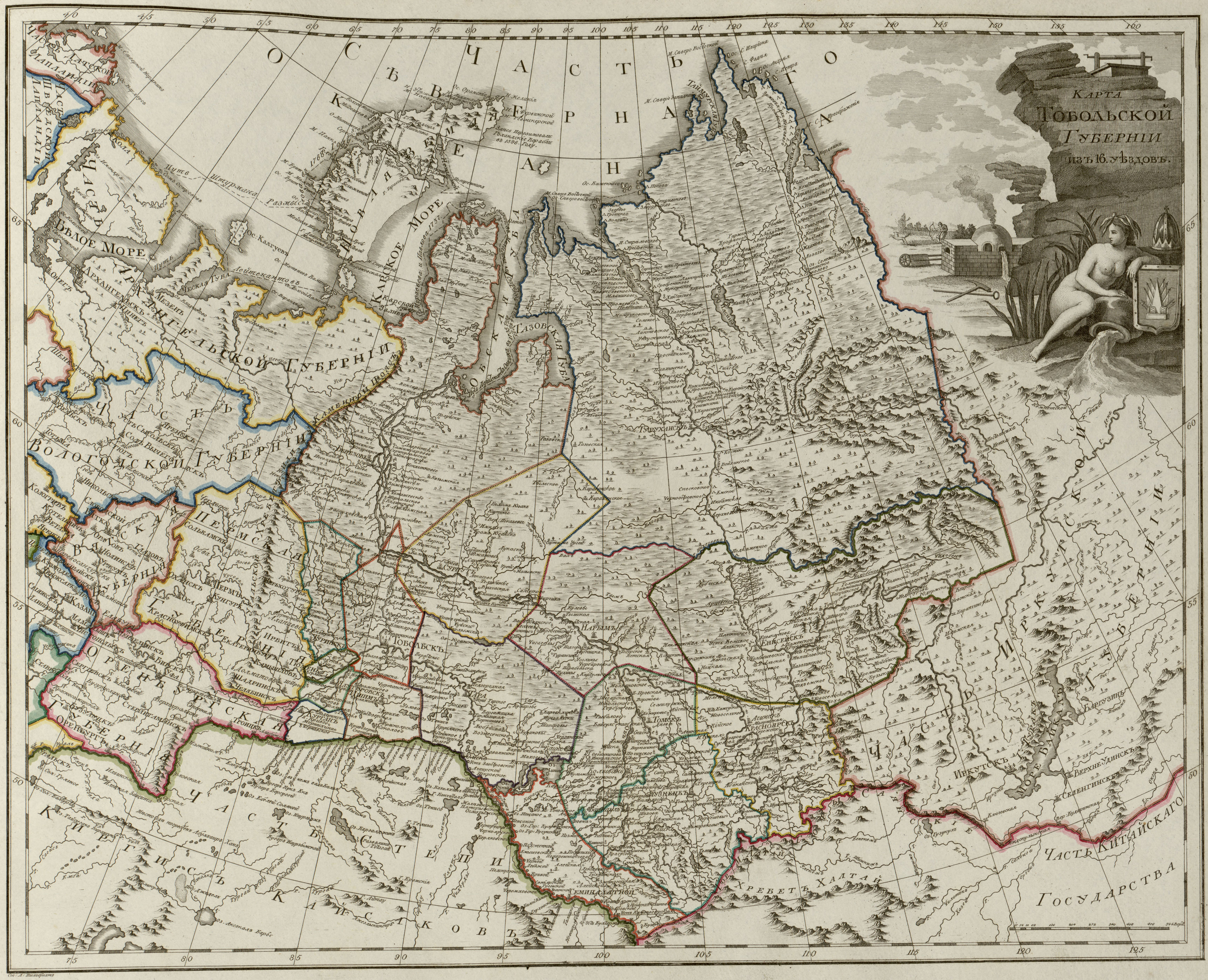
Атлас Российской империи (Вильбрехт А. М., 1800). Лист 41. Тобольская губерния из 16 уездов

Тобо́льская губе́рния — административно-территориальная единица Российской империи, Российской республики и РСФСР на Урале и в Сибири. Существовала с 1796 по 1920 год. Губернский город — Тобольск.

## География
По данным на конец XIX века, площадь губернии составляла около 1385 тысяч км².
Губерния делилась на 10 уездов (до 1898 — округа): Берёзовский (688 тысяч км²), Ишимский, Курганский, Сургутский (251 тысяч км²), Тарский, Тобольский, Туринский, Тюкалинский, Тюменский (18 тысяч км²), Ялуторовский (22 тысячи км²).

## История

### Предыстория
В официальных документах 2-й половины XVIII века название Тобольская губерния нередко употребляется как обозначение Сибирской губернии на последнем этапе её существования (1764—1782), после выделения из неё Иркутской губернии.
Указом императрицы Екатерины II от 19(30).1.1782 года образовано Тобольское наместничество в составе двух областей (Тобольской и Томской), вошедшее в состав Пермского и Тобольского генерал-губернаторства.

### Создание губернии
Взошедший на престол император Павел I пересмотрел многие реформы своей матери, в том числе отказался от института генерал-губернаторств. В связи с этим 12 декабря 1796 года как самостоятельная административная единица России была образована Тобольская губерния Именным указом, данным Сенату «О новом разделении Государства на Губернии» (12 декабря 1796 год № 17634). К Тобольской присоединена Колыванская губерния.
По сенатскому докладу от 2 ноября 1797 года состояла из 16 уездов: Кузнецкий, Семипалатинский, Красноярский, Ишимский, Ялуторовский, Курганский, Берёзовский, Тарский, Туринский, Тюменский, Тобольский, Сургутский, Томский, Нарымский, Енисейский, Туруханский (Высочайше утверждённый доклад Сената 2 ноября 1797 года № 18233 «О числе городов в Тобольской Губернии»).
На карте Тобольской Губернии (из 16 уездов) из издания «Российский атлас из сорока трёх карт состоящий и на сорок одну губернию Империю разделяющий» (Вильбрехт, 1800) показаны: граница Тобольской губернии и ее уездов, населенные пункты, монастыри, зимовья, крепости, прииски, соляные и рыбные промыслы, маршруты плаваний Малыгина (1734, 1735), Скуратова (1734, 1735), Овцына (1735), Муравьева (1737), Павлова (1737), Розмыслова (1768), место зимовки голландских кораблей в 1596. Заглавие на карте в художественном картуше с рисунком сцены охоты, символов горнозаводского производства, аллегории реки Обь — девы с урной.

### Последующие преобразования
В свою очередь, сменивший Павла новый император Александр I пересмотрел многие реформы своего отца, в связи с чем в 1802 году Тобольская губерния наряду с Иркутской вошла в состав Сибирского генерал-губернаторства. В 1822 году Сибирское генерал-губернаторство было разделено на Западно-Сибирское и Восточно-Сибирское. Тобольская губерния вошла в состав Западно-Сибирского генерал-губернаторства, просуществовавшего до 1882 года.
26 февраля (9 марта) 1804 года часть территории губернии выделена в Томскую губернию. Упразднены Семипалатинский и Сургутский уезды, восстановлен Омский уезд. В составе Тобольской губернии остались: Берёзовский, Ишимский, Курганский, Омский, Тарский, Тобольский, Туринский, Тюменский и Ялуторовский уезды.
В 1822 году Омский уезд и некоторые другие территории переданы в Омскую область (до 1838); уезды Тобольской губернии переименованы в округа, образован новый Тюкалинский округ (до 1838).
В 1838 году в состав губернии вошёл окружной г. Омск, 21 Октября (2 Ноября) 1868 Омск передан во вновь образованную Акмолинскую область. В том же году образован Сургутский округ, выделенный из состава Берёзовского округа. В 1876 году Омский округ преобразован в Тюкалинский округ. В 1898 году округа губернии переименованы в уезды.
Тобольская губерния была в числе 17 регионов, признанных серьёзно пострадавшими во время голода 1891—1892 годов.
В 1885 году открыто постоянное движение по железнодорожным линиям Екатеринбург — Тура (г. Тюмень) а в 1896 Челябинск — Омск — Новониколаевск Транссибирской магистрали.

### Дальнейшие преобразования

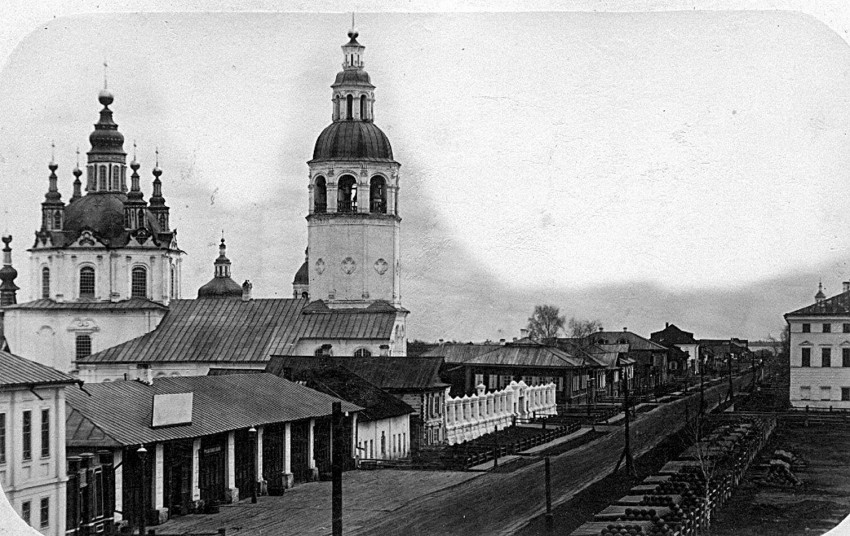
Центр губернии — город Тобольск

В 1909—1916 годах Сергей Михайлович Прокудин-Горский пионер цветной фотографии объездил значительную часть Российской империи, в том числе и Тобольскую губернию, фотографируя старинные храмы, монастыри, фабрики, виды городов и различные бытовые сцены.
В 1917 году после прихода к власти большевиков была первая попытка организовать Калачинский уезд из части Тюкалинского для удобного управления отдалёнными юго-восточными территориями губернии. Первым членом продовольственного комитета Калачинского уезда стал Яков Мартынович Калнин, латышский поэт и учитель. В течение 1917—1919 годов в перипетиях Гражданской войны, уезд не раз ликвидировался и вновь создавался разными властями, передавался из Тобольской губернии в Акмолинскую (Омскую) область.
1 (14) января 1918 года согласно постановлению отдела НКВД Советской России, Троицкая волость Тюкалинского уезда была включена в состав новообразованного Татарского уезда Акмолинской области.
1—10 февраля 1918 года состоялась Первая чрезвычайная сессия Тобольского губернского земского собрания, которая решала ряд неотложных вопросов, среди которых:
- О выделение Калачинского уезда из состава Тюкалинского уезда (вопрос решён положительно);
- Об отделении Тарского и Тюкалинского уездов из состава Тобольской губернии к Акмолинской области (окончательное решение отложено до следующей сессии с обязательством губернской земской управы представить обстоятельный доклад по данному вопросу);
- О переводе губернской земской управы из Тобольска в иной город губернии (принципиально признан необходимым перевод в Тюмень);
- Ряд вопросов возбуждённых представителями крайнего севера Берёзовского уезда (вопрос решён положительно)[10].

Тобольская губерния разваливается. Два уезда Тарский и Тюкалинский — отошли к Омской области, Курганский уезд решил выделиться в самостоятельную губернию независимо от решения других уездов и представители его даже покинули губернскую конференцию, на той же конференции превозглашена Тюменская губерния из остальных уездов бывшей Тобольской губернии, вследствие же решения Тобольска декретировать Тобольскую губернию из уездов Тобольского, Берёзовского и Сургутского, в новой Тюменской губернии остаются лишь уезды: Ишимский, Ялуторовский, Тюменский и Туринский (причём последний возможно, что отделится и отойдёт к Екатеринбургу). Таким образом Тобольская губерния распадается на 4 части.— Сибирская земская деревня. № 6. 8 (21) апреля 1918 год. Тобольск
Советская власть установлена к весне 1918.
3—5 Апреля 1918 губернская конференция Советов приняла решение о переносе административного центра из Тобольска в Тюмень и переименовании губернии в Тюменскую. Тобольский совет воспротивился этому и 30 Апреля 1918 провозгласил себя губернским.
В июне 1918 года Тобольская губерния перешла под контроль белых войск.
В сентябре 1918 года Омск возбудил вопрос об отходе Тюкалинского уезда и новоявленного, непризнаваемого Тобольском Калачинского уезда.

13 марта в Тюмени 150 мобилизованных взбунтовались, вооружились захваченными в складе винтовками и начали безобразничать в городе. Приказываю бунт подавить самыми жестокими мерами и всех захваченных с оружием бунтовщиков расстрелять на месте без всякого суда. Об исполнении и о числе расстрелянных мне срочно донести. № 0809/ОП.
Командующий Сибирской армией генерал-лейтенант Гайда.
Наштарм сибирской генштаба генерал-майор Богословский.
— «Мысль». № 21. 15 марта 1919 год. Иркутск
Однако мятеж Чехословацкого корпуса временно восстановил статус-кво. И только в августе — ноябре 1919 года, в результате наступления Восточного фронта, Тюмень и Тобольск переходят в руки большевиков и губернские учреждения окончательно переезжают в Тюмень.
Постановлением ВЦИК РСФСР от 27 августа 1919 года в составе Тобольской губернии оставлены 6 уездов: Обдорский, Берёзовский, Сургутский, Тобольский, Тюменский и Ялуторовский. Ишимский, Тарский и Тюкалинский уезды (включая территорию фактически существовавшего с 1918, но официально не оформленного Калачинского уезда) отошли к Омской губернии. Курганский уезд вошёл в состав Челябинского районного управления на правах губернского органа.
Декретом ВЦИК от 6 Октября 1919 в Тобольскую губернию возвращён Туринский уезд.
В октябре 1919 — апреле 1920 губерния именовалась то Тобольской, то Тюменской; окончательно переименование Тобольской губернии в Тюменскую губернию закреплено декретом ВЦИК от 21 Апреля 1920 (2 марта) 1920.

## Символика

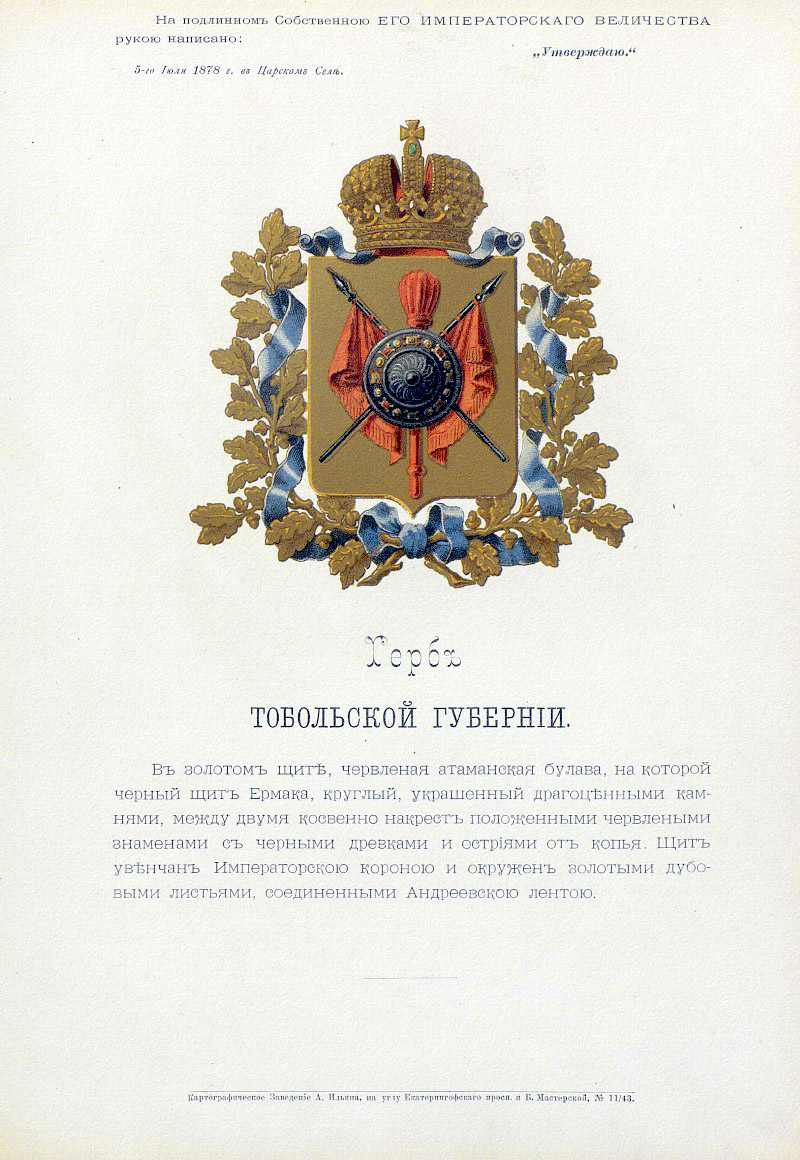
Герб губернии c официальным описанием, утверждённый Александром II (1878)

Герб Тобольской губернии утверждён 5 июля 1878 года:
«В золотом щите червленная атаманская булава, на которой чёрный щит Ермака, круглый, украшенный драгоценными камнями, между двумя косвенно накрест положенными червлёными знаменами с чёрными древками и остриями от копья. Щит увенчан Императорскою короною и окружён золотыми дубовыми листьями, соединёнными Андреевскою лентою».

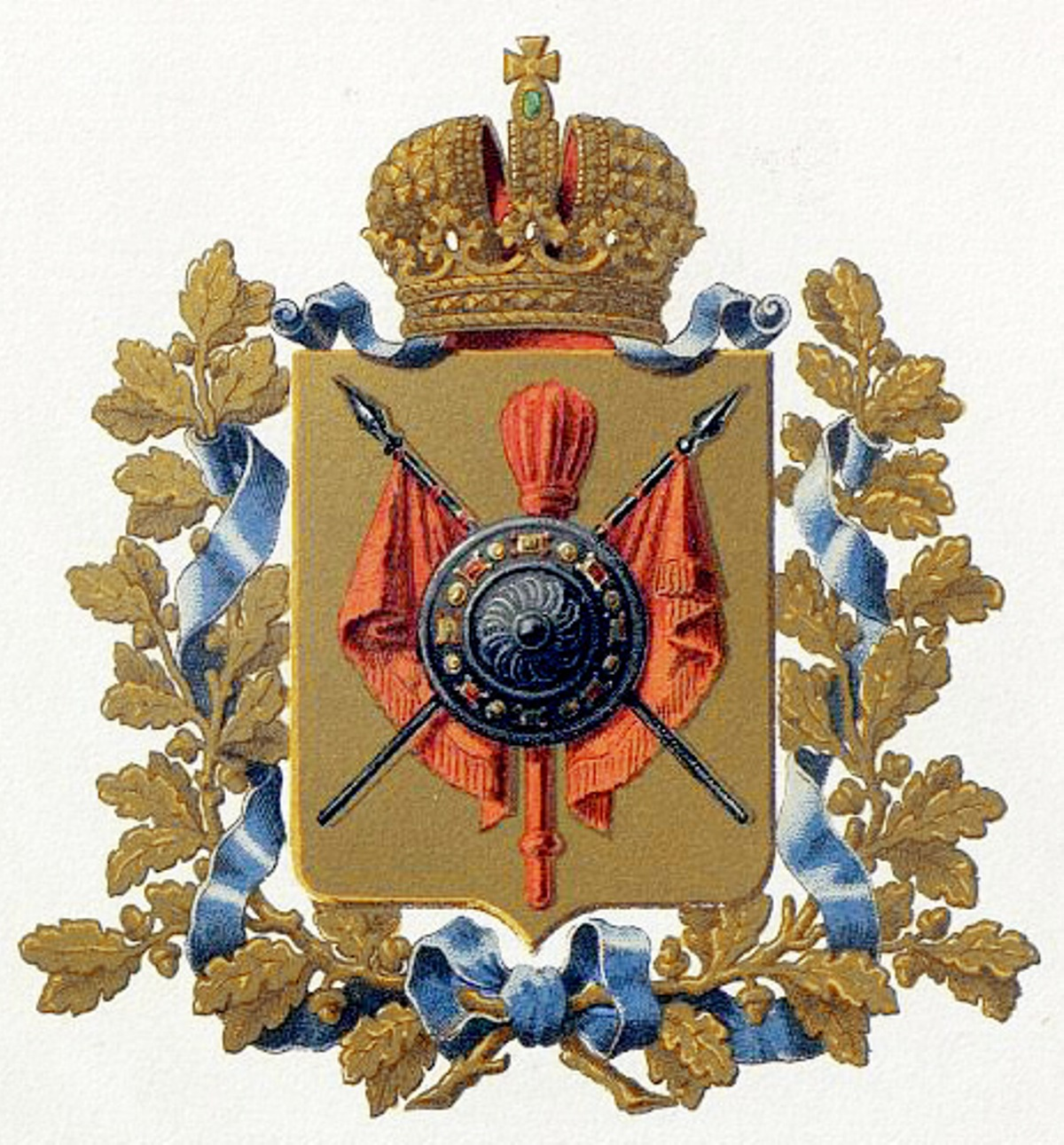
Герб губернии из изд. МВД, 1880 год
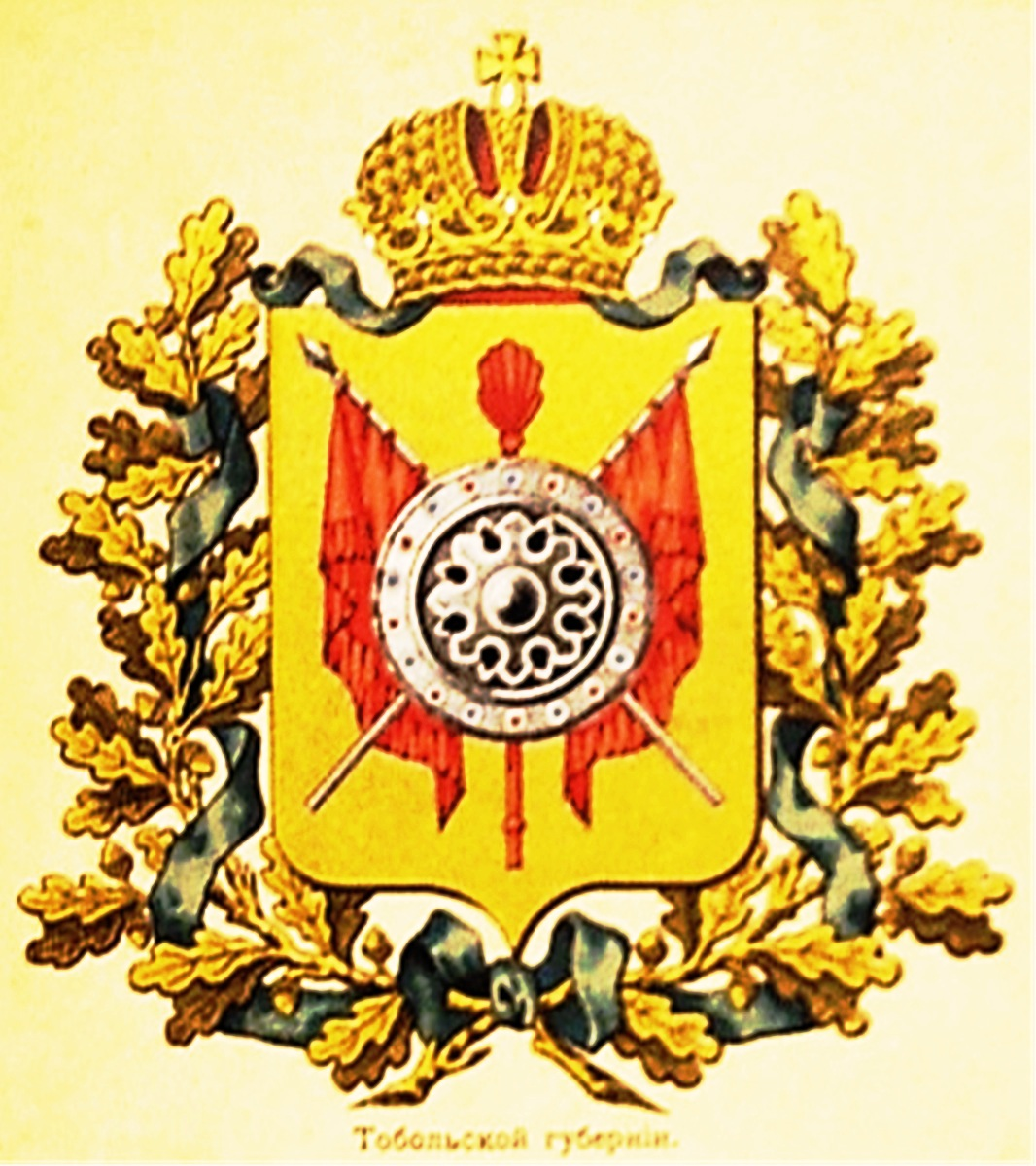
Герб губернии из изд. Сукачова, 1878 год
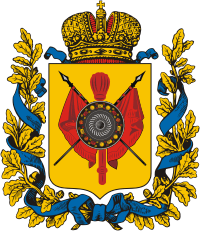
Современная прорисовка герба губернии

## Население
В конце XVIII — начале XX Тобольская Губерния была местом ссылки, включая декабристов. Отправка осуждённых в Сибирь заняла два года (1826—1828). Жёны, невесты, сёстры, матери осуждённых к каторге декабристов, добровольно поехали за ними в Сибирь.
В XVIII — начале XX в южных уездах Тобольской губрении продолжалась крестьянская колонизация.
В 1846 году в губернии проживало 831 151 жителей обоего пола. Губерния занимала по населённости 35 место в Российской империи.
По данным переписи 1897 года население губернии составляло 1 433 043 человек, из них в городах проживало 87 351 чел.
Национальный состав в 1897 году:
| Округ            | русские | татары | украинцы | ханты  | коми  | ненцы  | манси | латыши | казахи |
| ---------------- | ------- | ------ | -------- | ------ | ----- | ------ | ----- | ------ | ------ |
| Губерния в целом | 88,6 %  | 4,0 %  | 2,6 %    | 1,3 %  | …     | …      | …     | …      | …      |
| Берёзовский      | 17,5 %  | …      | …        | 51,8 % | 9,4 % | 20,7 % | …     | …      | …      |
| Ишимский         | 93,8 %  | 0,6 %  | 3,3 %    | …      | …     | …      | …     | …      | …      |
| Курганский       | 98,8 %  | …      | …        | …      | …     | …      | …     | …      | …      |
| Сургутский       | 27,8 %  | …      | …        | 71,7 % | …     | …      | …     | …      | …      |
| Тарский          | 85,7 %  | 9,0 %  | 2,9 %    | …      | …     | …      | …     | …      | …      |
| Тобольский       | 77,0 %  | 17,6 % | …        | 1,8 %  | …     | …      | …     | …      | …      |
| Туринский        | 93,2 %  | 0,5 %  | …        | …      | …     | …      | 5,1 % | …      | …      |
| Тюкалинский      | 81,9 %  | …      | 9,5 %    | …      | …     | …      | …     | 1,4 %  | 2,5 %  |
| Тюменский        | 87,3 %  | 10,1 % | …        | …      | …     | …      | …     | …      | …      |
| Ялуторовский     | 94,8 %  | 2,9 %  | …        | …      | 1,3 % | …      | …     | …      | …      |

В религиозном составе преобладали православные — 89,0 %. 5,1 % были старообрядцами и «уклоняющимися от православия», 4,5 % — мусульманами.
Грамотных было 11,3 % (мужчин — 17,7 %, женщин — 5,0 %).
В 1916 население составляло свыше 2 100 000 человек.

## Экономика
В южных и центральных районах основную роль в хозяйстве играло земледелие.
Развивались животноводство (в том числе на севере Тобольской губернии — разведение оленей), маслоделие.
В северных и центральных районах Тобольской губерении важное значение имели охота, рыболовство, сбор кедровых орехов (преобладали у инородцев), деревообработка и др.
Открыто постоянное движение по железнодорожным линиям Екатеринбург — Тура (г. Тюмень) (1885), а также Челябинск — Омск — Новониколаевск (1896) Транссибирской магистрали.

## Административное деление

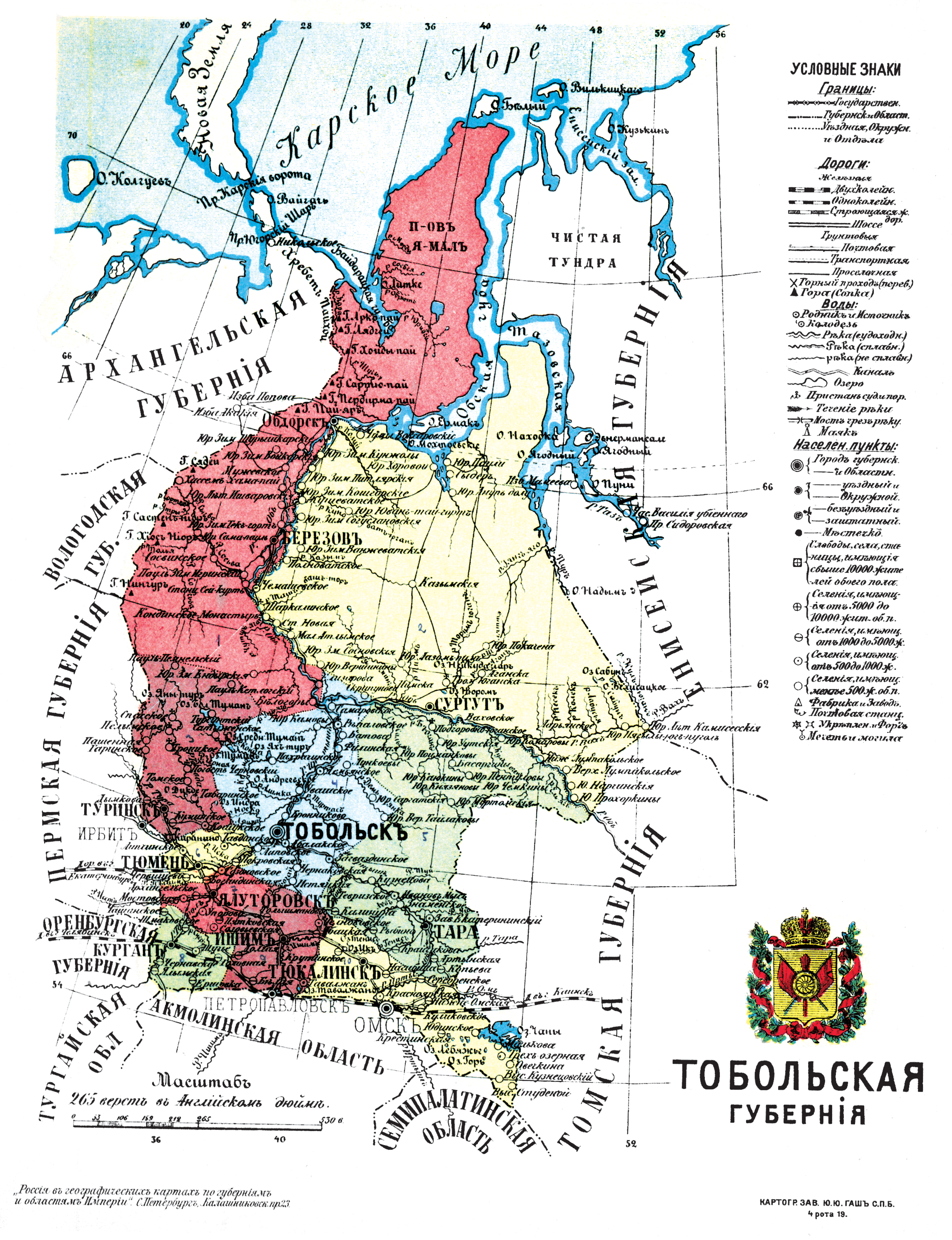
Административное деление Тобольской губернии

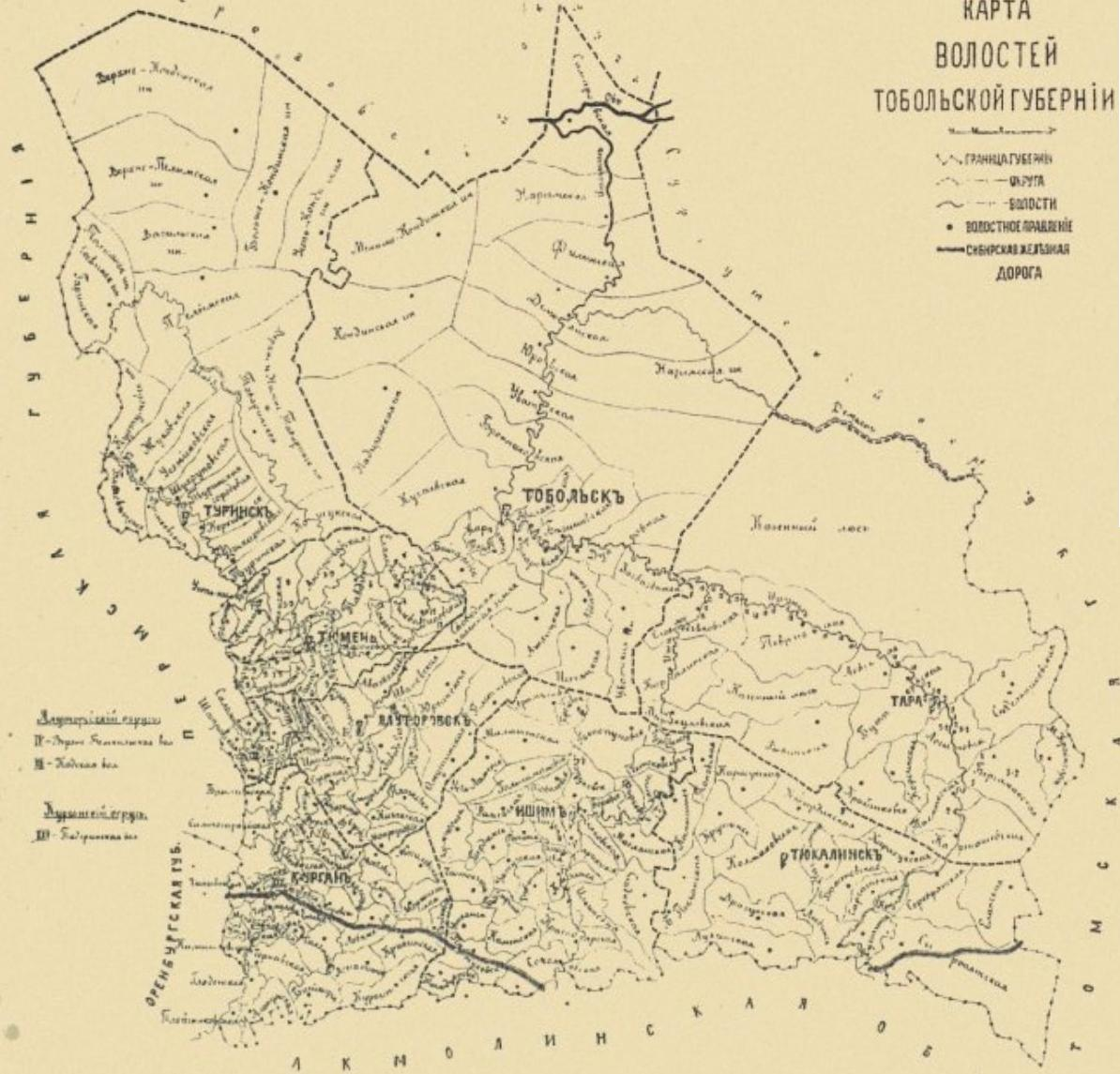
Волости Тобольской губернии на 1893 год (без Сургутского и Берёзовского уездов)

В начале XX века в состав губернии входило 10 уездов:
| №  | Уезд         | Уездный город          | Герб уездного города | Площадь, кв. вёрст | Население (1916), чел. |
| -- | ------------ | ---------------------- | -------------------- | ------------------ | ---------------------- |
| 1  | Берёзовский  | Берёзов (1301 чел.)    |                      | 604 442,2          | 29 190                 |
| 2  | Ишимский     | Ишим (14 226 чел.)     |                      | 37 604,6           | 367 066                |
| 3  | Курганский   | Курган (39 854 чел.)   |                      | 20 281,6           | 359 223                |
| 4  | Сургутский   | Сургут (1602 чел.)     |                      | 220 452,4          | 11 561                 |
| 5  | Тарский      | Тара (11 229 чел.)     |                      | 71 542,1           | 268 410                |
| 6  | Тобольский   | Тобольск (23 357 чел.) |                      | 108 296,0          | 147 719                |
| 7  | Туринский    | Туринск (2821 чел.)    |                      | 67 008,6           | 96 942                 |
| 8  | Тюкалинский  | Тюкалинск (2702 чел.)  |                      | 55 049,3           | 344 601                |
| 9  | Тюменский    | Тюмень (56 668 чел.)   |                      | 15 608,0           | 171 032                |
| 10 | Ялуторовский | Ялуторовск (3835 чел.) |                      | 18 944,9           | 216 792                |

## Руководство губернии

### Первые руководители

#### Губернаторы (1796—1917)
| Ф. И. О.                                   | Титул, чин, звание                                                                         | Время замещения должности |
| ------------------------------------------ | ------------------------------------------------------------------------------------------ | ------------------------- |
| Толстой Александр Григорьевич              | действительный статский советник                                                           | 1796—28.07.1797           |
| Кошелев Дмитрий Родионович                 | статский советник                                                                          | 28.07.1797—20.03.1802     |
| Гермес Богдан Андреевич                    | действительный статский советник                                                           | 1801—1806                 |
| Корнилов Алексей Михайлович                | действительный статский советник                                                           | 1806—12.1807              |
| Шишков Михаил Антонович                    | действительный статский советник                                                           | 1808—02.04.1810           |
| Брин Франц Абрамович                       | действительный статский советник                                                           | 26.07.1810—28.07.1821     |
| Осипов Александр Степанович                | действительный статский советник                                                           | 08.1821—12.12.1823        |
| Тургенев Александр Михайлович              | статский советник                                                                          | 12.12.1823—03.1825        |
| Бантыш-Каменский Дмитрий Николаевич        | действительный статский советник                                                           | 03.1825—30.07.1828        |
| Нагибин Василий Афанасьевич                | статский советник, и. д.                                                                   | 30.07.1828—19.02.1831     |
| Сомов Пётр Дмитриевич                      | статский советник                                                                          | 19.02.1831—17.10.1831     |
| Вакансия                                   |                                                                                            | 17.10.1831—30.10.1832     |
| Муравьёв Александр Николаевич              | статский советник, председатель губернского правления, исполнявший обязанности губернатора | 30.10.1832—21.12.1833     |
| Вакансия                                   |                                                                                            | 21.12.1833—05.05.1835     |
| Копылов Василий Иванович                   | статский советник                                                                          | 05.05.1835—23.06.1835     |
| Ковалёв Иван Гаврилович                    | действительный статский советник                                                           | 23.06.1835—25.06.1836     |
| Повало-Швейковский Христофор Христофорович | статский советник, и. д.                                                                   | 06.07.1836—17.02.1839     |
| Талызин Иван Дмитриевич                    | действительный статский советник                                                           | 17.02.1839—18.06.1840     |
| Ладыженский Михаил Васильевич              | действительный статский советник                                                           | 18.06.1840—03.03.1844     |
| Энгельке Кирилл Кириллович                 | действительный статский советник                                                           | 04.04.1845—04.03.1852     |
| Прокофьев Тихон Федотович                  | действительный статский советник                                                           | 04.03.1852—16.03.1854     |
| Арцимович Виктор Антонович                 | камер-юнкер (действительный статский советник)                                             | 16.03.1854—27.07.1858     |
| Виноградский Александр Васильевич          | действительный статский советник                                                           | 20.03.1859—23.11.1862     |
| Деспот-Зенович Александр Иванович          | действительный статский советник                                                           | 23.11.1862—28.07.1867     |
| Чебыкин Порфирий Васильевич                | генерал-майор                                                                              | 28.07.1867—10.07.1868     |
| Соллогуб Андрей Степанович                 | генерал-майор                                                                              | 10.07.1868—24.08.1874     |
| Пелино Георгий Петрович                    | действительный статский советник (тайный советник)                                         | 29.11.1874—01.01.1878     |
| Лысогорский Владимир Андреевич             | действительный статский советник (тайный советник)                                         | 07.06.1878—17.02.1886     |
| Тройницкий Владимир Александрович          | действительный статский советник                                                           | 06.03.1886—10.12.1892     |
| Богданович Николай Модестович              | статский советник, и. д.                                                                   | 10.12.1892—08.03.1896     |
| Князев Леонид Михайлович                   | действительный статский советник                                                           | 12.04.1896—29.01.1901     |
| Лаппо-Старженецкий Александр Павлович      | действительный статский советник                                                           | 29.01.1901—28.12.1905     |
| Гондатти Николай Львович                   | действительный статский советник                                                           | 13.01.1906—19.09.1908     |
| Гагман Дмитрий Фёдорович                   | статский советник                                                                          | 19.09.1908—08.02.1912     |
| Станкевич Андрей Афанасьевич               | действительный статский советник                                                           | 08.02.1912—11.11.1915     |
| Ордовский-Танаевский Николай Александрович | действительный статский советник                                                           | 13.11.1915—1917           |

#### Революционные руководители (1917—1919)
- Пигнатти, Василий Николаевич (1917—1918) председатель Комитета Общественного спокойствия, губернский комиссар, (1918—1919) управляющий Тобольской губернии
- Хохряков, Павел Данилович (1918), председатель губернского Совета

### Вторые руководители

#### Вице-губернаторы (1796—1823)
| Ф. И. О.                     | Титул, чин, звание                      | Время замещения должности |
| ---------------------------- | --------------------------------------- | ------------------------- |
| Кошелев Дмитрий Родионович   | статский советник                       | 1796—28.07.1797           |
| Картвелин Николай Михайлович | статский советник                       | 28.07.1797—18.07.1799     |
| Один Николай Михайлович      | статский советник                       | 18.07.1799—1802           |
| Штейнгель Иван Фердинандович | статский советник                       | 1802—1808                 |
| Минин Гавриил Васильевич     | коллежский советник                     | 24.12.1808—12.03.1810     |
| Расказов Николай Евдокимович | коллежский советник                     | 12.03.1810—24.09.1813     |
| Непряхин Фёдор Петрович      | коллежский советник (статский советник) | 24.09.1813—19.05.1823     |

#### Председатели губернского правления (1824—1895)
| Ф. И. О.                               | Титул, чин, звание                                     | Время замещения должности |
| -------------------------------------- | ------------------------------------------------------ | ------------------------- |
| Жуковский Николай Васильевич           | коллежский советник                                    | 01.02.1824—19.01.1829     |
| Серебренников Григорий Степанович      | коллежский советник                                    | 19.01.1829—06.02.1830     |
| Кирилов Пётр Иванович                  | коллежский советник                                    | 06.02.1830—06.09.1831     |
| Копылов Василий Иванович               | статский советник                                      | 26.09.1831—24.10.1831     |
| Муравьёв Александр Николаевич          | статский советник                                      | 25.06.1832—21.12.1833     |
| Дейнеко Иван Игнатьевич                | коллежский советник                                    | 24.10.1835—12.03.1840     |
| Соколов                                | надворный советник                                     | 12.03.1840—11.08.1842     |
| Дубецкий Иосиф Петрович                | коллежский советник                                    | 11.08.1842—28.02.1844     |
| Владимиров Александр Николаевич        | коллежский советник                                    | 28.02.1844—20.05.1852     |
| Виноградский Александр Васильевич      | статский советник                                      | 20.05.1852—11.08.1855     |
| Милордов Николай Петрович              | действительный статский советник                       | 11.08.1855—23.12.1858     |
| Соколов Михаил Григорьевич             | коллежский советник                                    | 23.12.1858—08.04.1863     |
| Курбановский Михаил Николаевич         | статский советник                                      | 08.04.1863—10.03.1872     |
| Залесский Пётр Матвеевич               | коллежский советник (действительный статский советник) | 10.03.1872—27.02.1881     |
| Дмитриев-Мамонов Александр Ипполитович | надворный советник                                     | 27.02.1881—08.08.1885     |
| Северцов Дмитрий Алексеевич            | статский советник (действительный статский советник)   | 19.12.1885—13.07.1891     |
| Фредерикс Константин Платонович        | барон, коллежский советник                             | 27.07.1891—01.11.1895     |

#### Вице-губернаторы (1895—1917)
| Ф. И. О.                        | Титул, чин, звание                                   | Время замещения должности |
| ------------------------------- | ---------------------------------------------------- | ------------------------- |
| Фредерикс Константин Платонович | барон, статский советник                             | 01.11.1895—25.04.1896     |
| Протасьев Николай Васильевич    | действительный статский советник                     | 25.04.1896—23.03.1902     |
| Тройницкий Александр Николаевич | коллежский советник                                  | 30.05.1902—05.04.1908     |
| Гаврилов Николай Иванович       | статский советник (действительный статский советник) | 05.04.1908—1917           |

#### Помощники Тобольского губернского комиссара
- 1917 А. А. Благоволин, В. С. Ланитин
- 1918 В. С. Ланитин, С. С. Резанов[18]